# خافيير مارتينا
خافيير مارتينا (بالهولندية: Javier Martina)‏ (1 فبراير 1987 بويلمستاد في كوراساو - ) هو لاعب كرة قدم هولندي في مركز الهجوم. شارك مع منتخب هولندا تحت 19 سنة لكرة القدم ومنتخب كوراساو لكرة القدم. أما مع النوادي، فقد لعب مع أياكس أمستردام ونادي تورونتو ونادي دوردريخت ونادي هارلم وRijnsburgse Boys ‏.

## وصلات خارجية
- خافيير مارتينا على موقع الاتحاد الدولي (مؤرشف)  (الإنجليزية)
- خافيير مارتينا على موقع الاتحاد الأوربي (الإنجليزية)
- خافيير مارتينا على موقع الدوري الأمريكي (الإنجليزية)
- خافيير مارتينا على موقع قاعدة بيانات كرة القدم.إي يو (الإنجليزية)
- خافيير مارتينا على موقع ناشيونال فوتبول تيمز (الإنجليزية)
- خافيير مارتينا على موقع Soccerway.com (الإنجليزية)
- خافيير مارتينا على موقع عالم كرة القدم.نت (الإنجليزية)